# Торникрофтова жирафа
Торникрофтова жирафа (лат. Giraffa camelopardalis thornicrofti) је једна од 9 подврста жирафе. Живи само у источној Замбији, у долини реке Луангва. Мрље на крзну су јој листолике и звездолике. Данас има око 1.100 јединки ове подврсте.